# 法祖·阿里耶娃

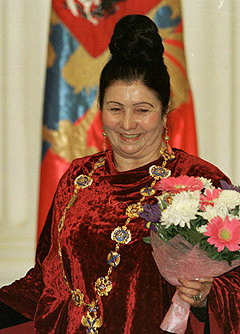
2002年12月的法祖·阿里耶娃

法祖·阿里耶娃（1932年12月5日—2016年1月1日），是一个出生苏联达吉斯坦共和国的俄罗斯人诗人、小说家和记者。她在俄罗斯达吉斯坦文学中扮演了重要角色，此外她还是一名人权活动家。
她获得了两份荣誉的徽章，包括两次各民族人民友谊勋章和2002年的圣安德鲁勋章。她被授予苏联和平基金会金奖，世界和平理事会的纪念奖牌，并在多国获得荣誉奖。2016年1月1日，她因心脏衰竭，死于俄罗斯达吉斯坦马哈奇卡拉，享年83岁。

## 外部来源
- Biography